# Гюлечица
Гюлèчица, Гьолечица, е местност в Северозападна Рила, западно край Говедарската котловина, в поречието на река Черни Искър.
В Гюлечица има борова гора и поляни, построени са почивни бази и хотели. През местността минава пътят от село Говедарци до учебния център „Мальовица“ на Българския туристически съюз (Централната планинска школа „Мальовица“), откъдето нататък пътека води към хижа „Мальовица“ и връх Мальовица.
В миналото в Гюлечица се е добивало злато.